# Nepenthes andamana
Nepenthes andamana este o specie de plante carnivore din genul Nepenthes, familia Nepenthaceae, ordinul Caryophyllales, descrisă de M. Catal.. Conform Catalogue of Life specia Nepenthes andamana nu are subspecii cunoscute.

## Galerie de imagini

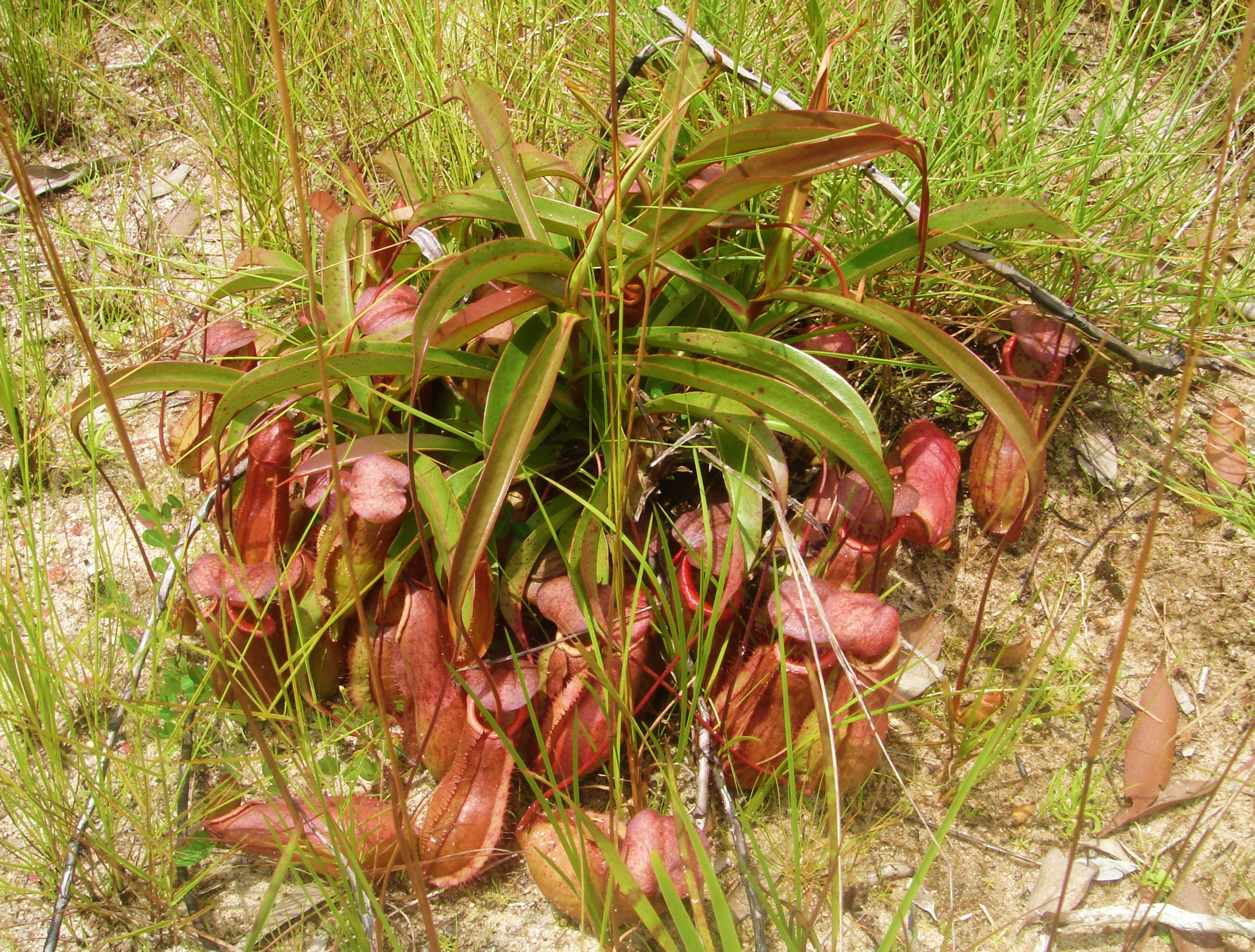
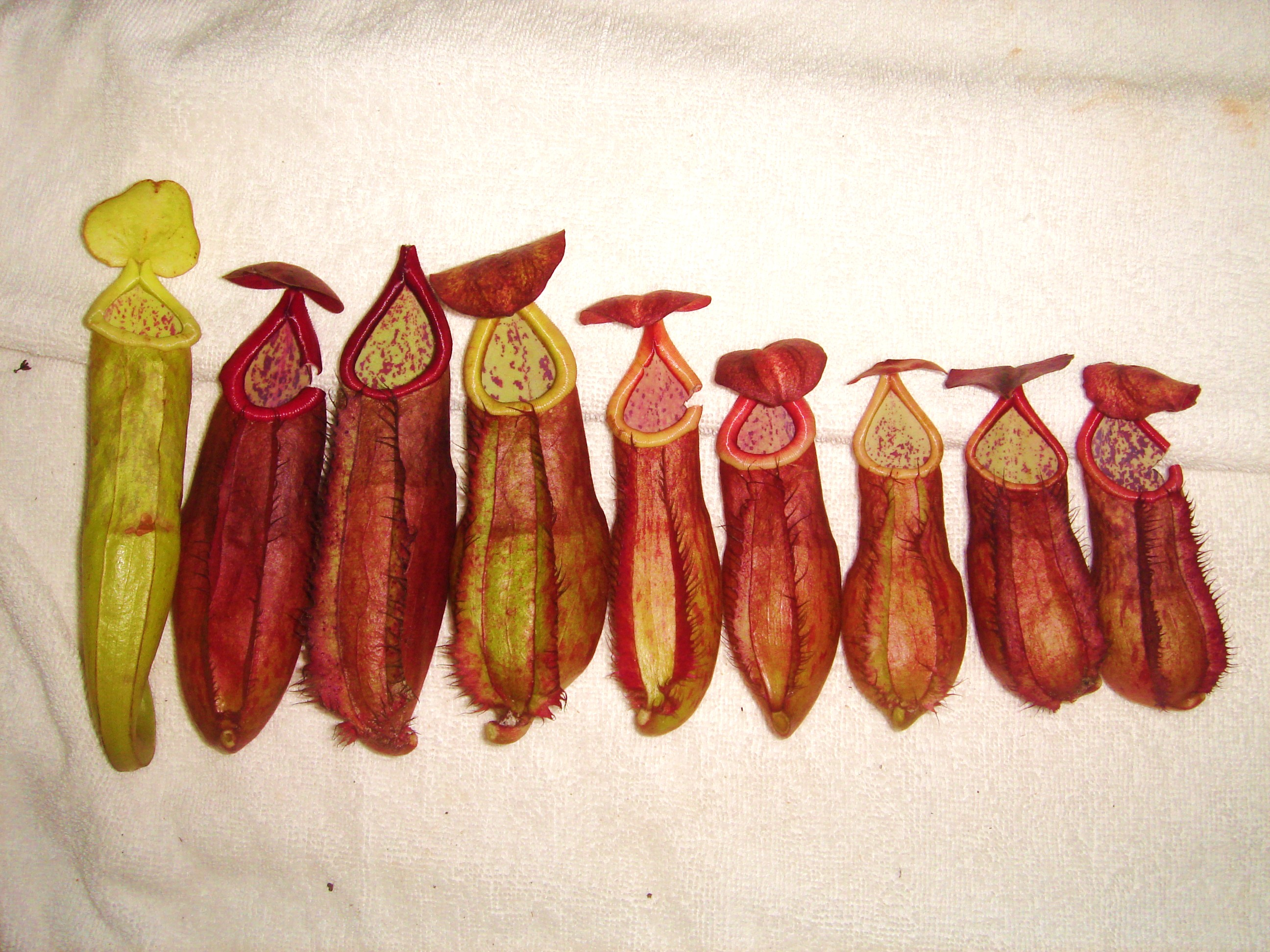
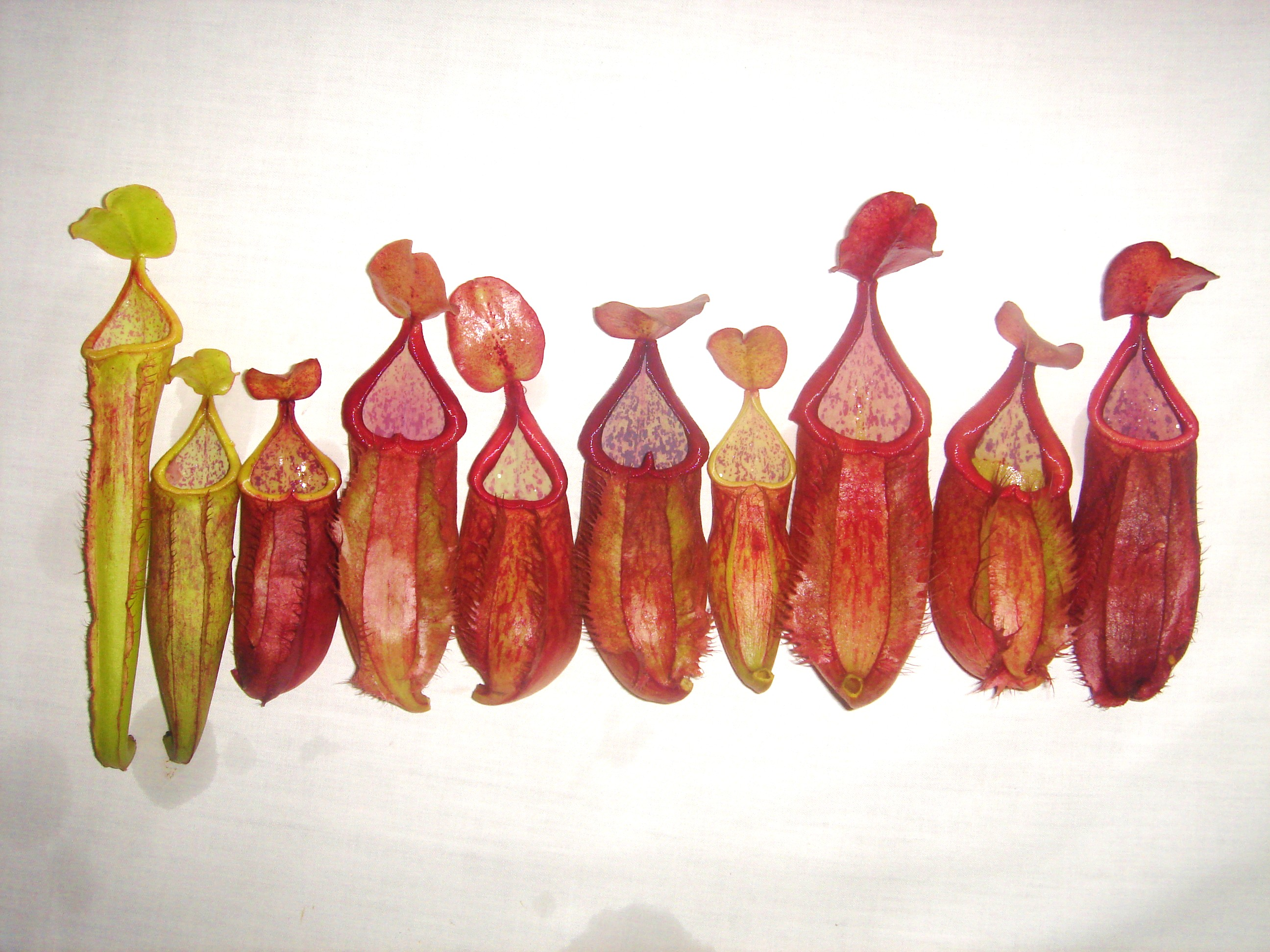
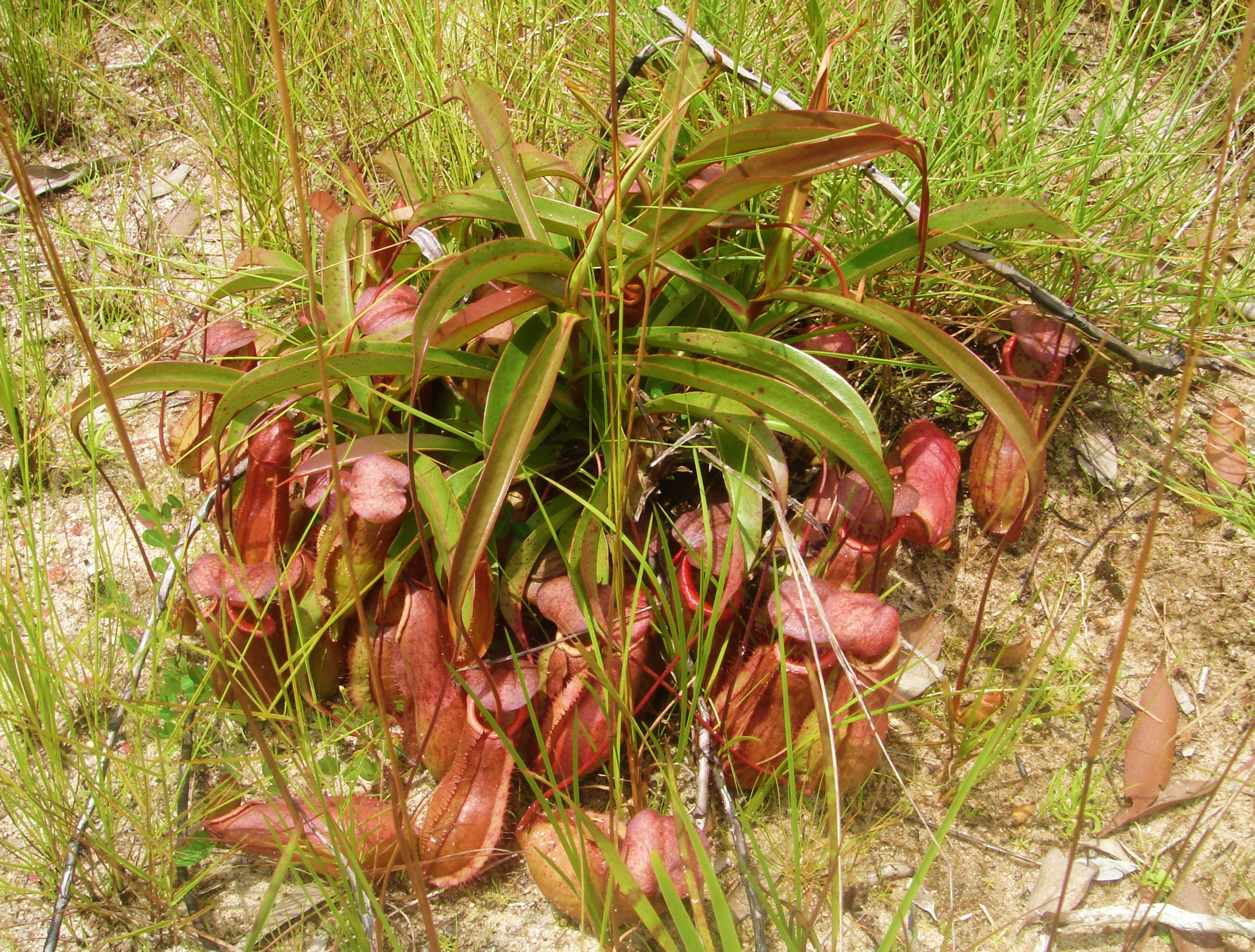